# Like a Motherless Child
Like a Motherless Child è un singolo del cantautore statunitense Moby, il primo estratto dal quindicesimo album in studio Everything Was Beautiful, and Nothing Hurt e pubblicato l'11 dicembre 2017.

## Video musicale
Il video, reso disponibile in concomitanza con il lancio del singolo, è stato girato prevalentemente in bianco e nero e alterna scene di Moby cantare il brano con altre in cui viene mostrata una donna con un vestito rosso.

## Tracce
Download digitale
1. Like a Motherless Child – 3:36

CD promozionale (Stati Uniti)
1. Like a Motherless Child (Radio Edit) – 3:36
2. Like a Motherless Child (Album Version) – 4:38

Download digitale – Slow Light Mix
1. Like a Motherless Child (Slow Light Mix) – 5:51

Download digitale – Desert Lake Version
1. Like a Motherless Child (Desert Lake Version) – 5:59

## Classifiche
| Classifica (2017) | Posizione massima |
| ----------------- | ----------------- |
| Belgio (Fiandre)  | 88                |